# アルバート・プホルス
- アルバート・プーホールズ

ホセ・アルバート・プホルス・アルカンタラ（José Alberto Pujols Alcántara, 1980年1月16日 - ）は、ドミニカ共和国サントドミンゴ出身の元プロ野球選手（一塁手、外野手）、監督。愛称はザ・マシーン。
MLBにおける最高の打者の1人で、2001年のデビューから2010年までの間、打率3割・30本塁打・100打点を10年連続で達成した。

## 経歴

### プロ入り前
1980年1月16日にドミニカ共和国の首都サントドミンゴで誕生。一人っ子だったが、彼が"兄弟"と呼ぶ10人の叔父・叔母に囲まれ、主に祖母に育てられた。父のビエンベニード・プホルスはソフトボールのピッチャーだったが、アルコール依存症でもあり、試合後に父親が酔っぱらってしまうと、よく家に連れて帰らなければならなかった。5歳のときにはバットを握り、幼少期から野球に親しんでいたが、ボールはライム、グローブは牛乳パックであった。16歳のとき、アメリカ合衆国ミズーリ州カンザスシティに家族で移住。当初は英語が話せず孤独を感じていた。しかし野球では伝説的な力を見せ、フォート・オーセージ高校時代にはオール・ステート・アスリートに2回選ばれた。また、相手監督が年齢詐称を訴えるということもあり、3年生時には88打席で55回敬遠された。
1998年に高校を卒業し、メトロポリタン・コミュニティ大学に奨学生として進学した。大学生活の初戦で満塁本塁打を放った。1年生時は遊撃手で活躍して、打率.461、22本塁打を記録し、ドラフトを受けることにした。

### プロ入りとカージナルス時代
1999年6月2日のMLBドラフトでは、年齢やポジション、体格などが懸念され、セントルイス・カージナルスからの13巡目（全体402位）まで指名されなかった。入団交渉でカージナルスが提示した契約金の額10,000ドルを不服としたプホルスは、その後の全米野球大会の夏季リーグに参加して活躍し、提示額を60,000ドルまで引き上げさせた。こうして8月17日に入団契約を交わしてプロ入りした。

#### 鮮烈デビュー

カージナルス時代（2008年）

プロ1年目の2000年はマイナーリーグA級ピオリアで開幕を迎え、AAA級メンフィスに昇格。3クラス合計で打率.314、19本塁打、96打点という成績を残し、球団のマイナー最優秀選手として表彰された。
2001年のスプリングトレーニングでプホルスを観たマーク・マグワイアが才能を見出し、監督のトニー・ラルーサに「彼をロースター入りさせた方がいい」と進言。GMのウォルト・ジョケッティは、この年もプホルスをAAA級メンフィスに置いて経験を積ませる方針だったが、その後のオープン戦でも好成績を残したため、開幕メジャー入りさせることにした。
開幕戦に「6番・左翼手」で出場しメジャーデビューを果たす。その後、三塁のレギュラーと目されていたボビー・ボニーヤが故障したため三塁に入り、更に右翼・一塁と様々なポジションに就きながらも、1試合に欠場したのみで、打率.329、37本塁打、130打点という新人離れした成績を記録した。シーズン終了後にはナ・リーグ新人王を満票で受賞し（史上9人目）、MVP投票でも4位に入った。三塁手部門でシルバースラッガー賞も受賞しているが、三塁手として先発出場したのは約50試合で、一塁手・左翼手・右翼手としてもそれぞれ約35試合ずつ先発出場している。
2002年は主に左翼で出場し、打率.314、34本塁打、127打点を記録し、MLB史上初のデビュー年から2年連続で3割・30本塁打・100打点を達成。MVP投票ではバリー・ボンズに次ぐ2位となる。
2003年には打率.359、212安打を記録し、自身初の打撃タイトルとなる首位打者・最多安打を獲得した。95長打、51二塁打でもリーグ1位となった他、本塁打は自己最多の43本を放ち、1922年のロジャース・ホーンスビー以来となる球団史上2人目の40本塁打、200安打を達成した。MVP投票ではまたもボンズに次ぐ2位だったが、この活躍を受けて球団は翌2004年のシーズン開幕前に、7年1億ドルの契約を結んでいる。
2004年から本格的に一塁手へ転向。打撃では史上12人・15回しか達成していないシーズン100長打にあと1本まで迫り、46本塁打（リーグ2位）、123打点（同3位）を記録した。またチームメイトのスコット・ローレンとジム・エドモンズもシーズン30本塁打を達成し、"MV3" と呼ばれる球団史上屈指の強力打線を形成した。

#### 5年間で3度のMVP
2005年はプホルスの後を打つ4番打者のローレンが故障で離脱し、ラリー・ウォーカーやレジー・サンダースがその代わりを務めることに。しかし2人とも峠をすぎていて、プホルスが勝負を避けられるケースが増え、結果としてプホルスの四球は自己最多の97を記録した。踵を痛め1試合欠場しただけで、打撃3部門では打率.330、41本塁打、117打点を記録。プホルスのデビュー年以来4年連続でMVPを受賞していたボンズがこの年は故障でシーズンを棒に振っていたこともあり、プホルスは本塁打王のアンドリュー・ジョーンズや首位打者のデレク・リーを抑え、初のMVPを受賞した。
2006年はシーズン開幕前の3月に開催された第1回ワールド・ベースボール・クラシック（WBC）のドミニカ共和国代表に選出された。
シーズンは序盤から例を見ない勢いで本塁打・打点を量産し、5月終了時点で打率.315、25本塁打、65打点という成績を残す。これは年間75本塁打、200打点のペースで、ボンズのシーズン本塁打記録73をプホルスが上回るのではとの声も上がった。ステロイド疑惑と無縁のプホルスの本塁打量産は好意的に受け入れられていた。その後、シーズン開幕前から抱えていた腰痛が悪化。6月4日に故障者リスト入りし22日まで休養したため、記録更新はお預けとなった。しかしこの年は打率.331、49本塁打、137打点という成績を残し、本塁打と打点は自己最多を記録した。また、カージナルスがワールドシリーズで優勝し、自身初のワールドシリーズ優勝を経験した。
2007年はシーズン序盤の打撃不振やシーズン終盤の左ふくらはぎ痛がたたり、打率.327、32本塁打、103打点といずれも自身の平均を下回る成績となった。
2008年は一時戦列を離れたこともあったものの、リーグ2位となる打率.357に加え、37本塁打、116打点を記録。カージナルスは地区4位に終わったが、プホルスは本塁打・打点の二冠王のライアン・ハワードを抑え、2005年以来2度目のMVPを受賞している。
2009年はシーズン開幕前に開催された第2回WBCのドミニカ共和国代表は、右肘を手術したため辞退している。しかし、レギュラーシーズンでは序盤から本塁打を量産。6月を終了した時点で打率.332、30本塁打、77打点を記録し、6月終了時点で30本塁打はMLB史上10人目の快挙。しかし、6月30日の試合後の会見でプホルスは「傲慢に聞こえるのを承知で言うけど、2006年の最初の2か月の方が凄かった。30本塁打だか何だか知らないけど、あの当時みたいな凄さはまだないんだ」と語っている。地元セントルイス開催となったオールスターのファン投票では、ケン・グリフィー・ジュニアに次いで歴代2位となる5,397,374票を集めた。オールスター試合前、アメリカ合衆国大統領のバラク・オバマが始球式を務め、プホルスは捕手を務めた。試合では3打数無安打に終わった。

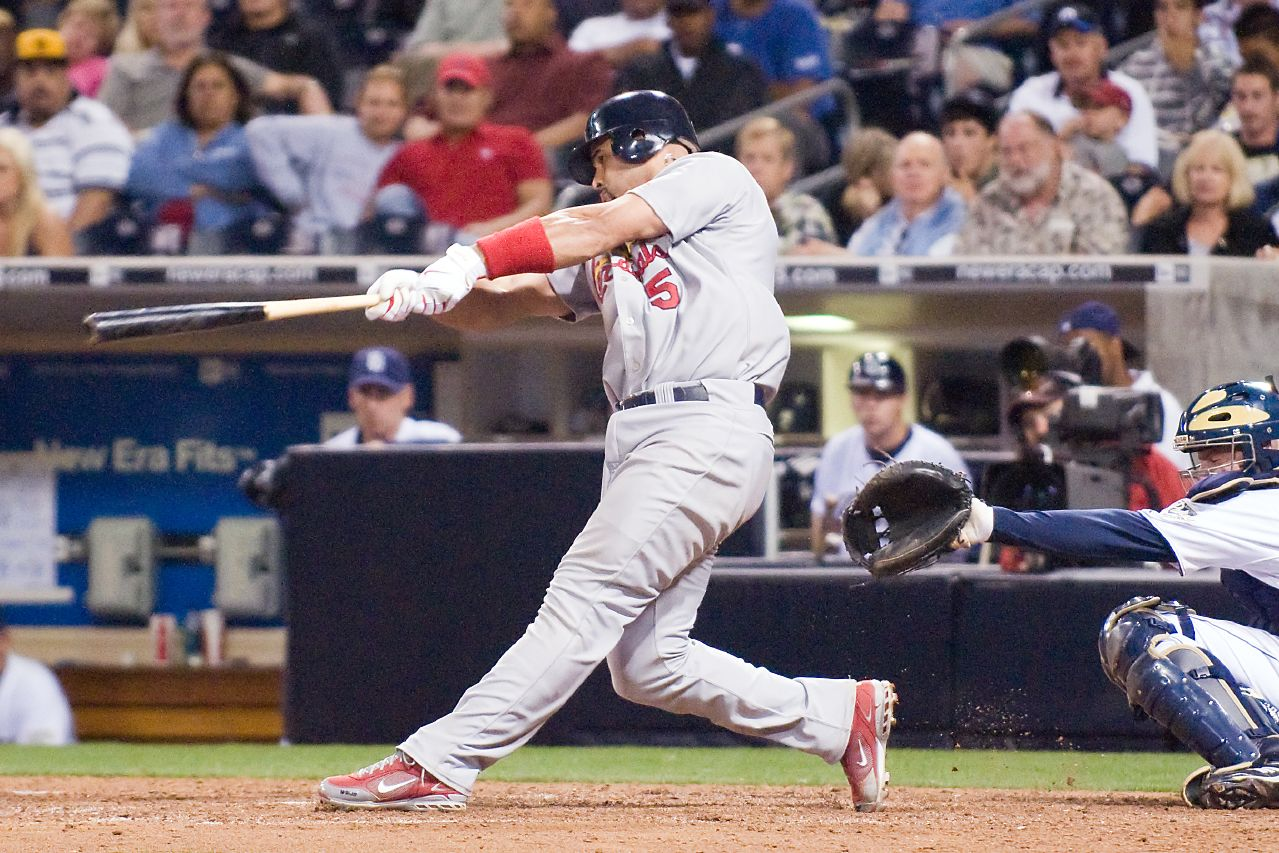
本塁打を放つプホルス（2008年）

後半はややペースが落ちたが、自身初となる本塁打王を獲得。本塁打（47）以外にも得点（124）、出塁率（.443）、長打率（.658）、塁打数（374）、敬遠数（44、歴代5位）と数多くの項目でリーグトップに立った。デビュー以来続けている打率3割・30本塁打・100打点も9年連続まで伸ばし、ルー・ゲーリッグと並ぶMLBタイ記録となった。2年連続、通算3度目となるMVPも獲得。1位票を全て集める満票での受賞で、これは2002年のバリー・ボンズ以来7年ぶり、歴代15人目の快挙だった。また通算3度の受賞はボンズに次いで歴代2位タイとなった。
2010年は開幕戦（シンシナティ・レッズ戦）で5打数4安打、2本塁打、3打点という最高の滑り出しを見せると、2003年以来続けているオールスターメンバー選出も果たした（結果は2打数無安打）。8月15日のシカゴ・カブス戦でシーズン30号本塁打を放ち、メジャーデビューから10年連続でのシーズン30本塁打以上を達成。その11日後、8月26日のワシントン・ナショナルズ戦で放ったシーズン34号本塁打は、ニューヨーク・ヤンキースのアレックス・ロドリゲス、このシーズン途中にシアトル・マリナーズで引退したケン・グリフィー・ジュニアに次ぐMLB史上3番目のスピードでの通算400号本塁打であった。更には9月11日のアトランタ・ブレーブス戦で3打点を記録したことにより、シーズン100打点以上も10年連続での達成となった。最終的にシーズンを打率.312で終了し、10年連続での3割・30本塁打・100打点の記録達成となった。同時に42本塁打、118打点で本塁打王と打点王の二冠を獲得。115得点、38敬遠は両リーグ1位を記録した。
2011年2月16日、カージナルスはプホルスに9年1億9500万ドルでの契約延長を持ちかけたが、プホルスが10年契約を希望したため、合意には至らなかった。春季キャンプが始まるまでに合意できなかった場合は、プレーに専念するためにフリーエージェントとなる同年終了後まで交渉しないことを表明した。同年6月19日、ロイヤルズ戦で二塁手からの送球を捕球する際に打者走者と交錯し、左前腕の橈骨（とうこつ）を亀裂骨折した。前半戦に不調に陥ったことや、故障の影響で出場試合数が減ったこともあり、シーズン成績は打率.299、37本、99打点と自己最低に終わった。打率3割・100打点をあと一歩のところで逃し、連続記録は途絶えた。レンジャーズとのワールドシリーズでは第3戦に3打席連続本塁打を記録。1977年のレジー・ジャクソン以来、34年ぶりの快挙だった。チームは優勝し、プホルスは2個目のチャンピオンリングを手にした。

2011年ワールドシリーズ優勝パレードでのプホルス

ワールドシリーズ後にFAとなり、残留を求めるカージナルスに加えて、マイアミ・マーリンズ、シカゴ・カブスなど複数の球団が強い関心を示していると報じられた。12月6日にはカージナルス、マーリンズを含む3球団が総額2億ドル以上の契約を提示したことが明らかになった

### エンゼルス時代
2011年12月7日にロサンゼルス・エンゼルス・オブ・アナハイムと10年総額2億5400万ドル（出来高を含むと最大で2億8000万ドル）の契約に合意した。これは2007年にアレックス・ロドリゲスがニューヨーク・ヤンキースと結んだ10年2億7500万ドルに次ぐMLB史上2番目の大型契約となった。なお、カージナルスの提示は9年2億1000万ドル（10年目のオプション付き）で、マーリンズはロドリゲスの史上最高額に並ぶ10年2億7500万ドルを提示していた。金銭面でマーリンズを下回るエンゼルスを選んだ決め手は、他の29球団すべてへのトレード拒否条項だったとされる。また、引退後10年間「球団の顔」として活動することも契約に含まれており、その他のボーナスも含めると20年2億6575万ドル（約300億円）となっている。12月9日、ワールドシリーズでの対戦相手でテキサス・レンジャーズから移籍してきたC.J.ウィルソンと共にエンゼル・スタジアム・オブ・アナハイムで入団会見を行った。

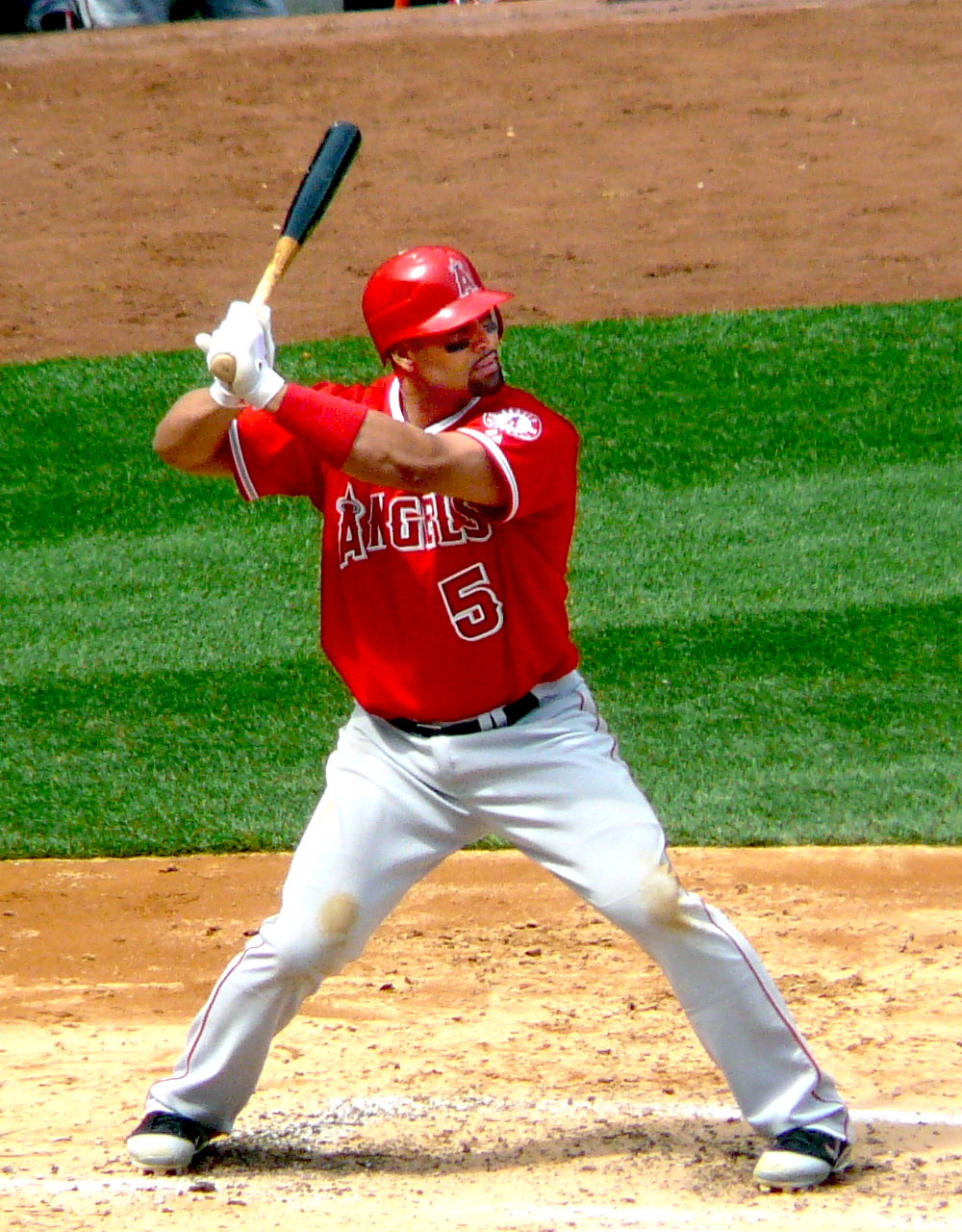
2012年4月12日

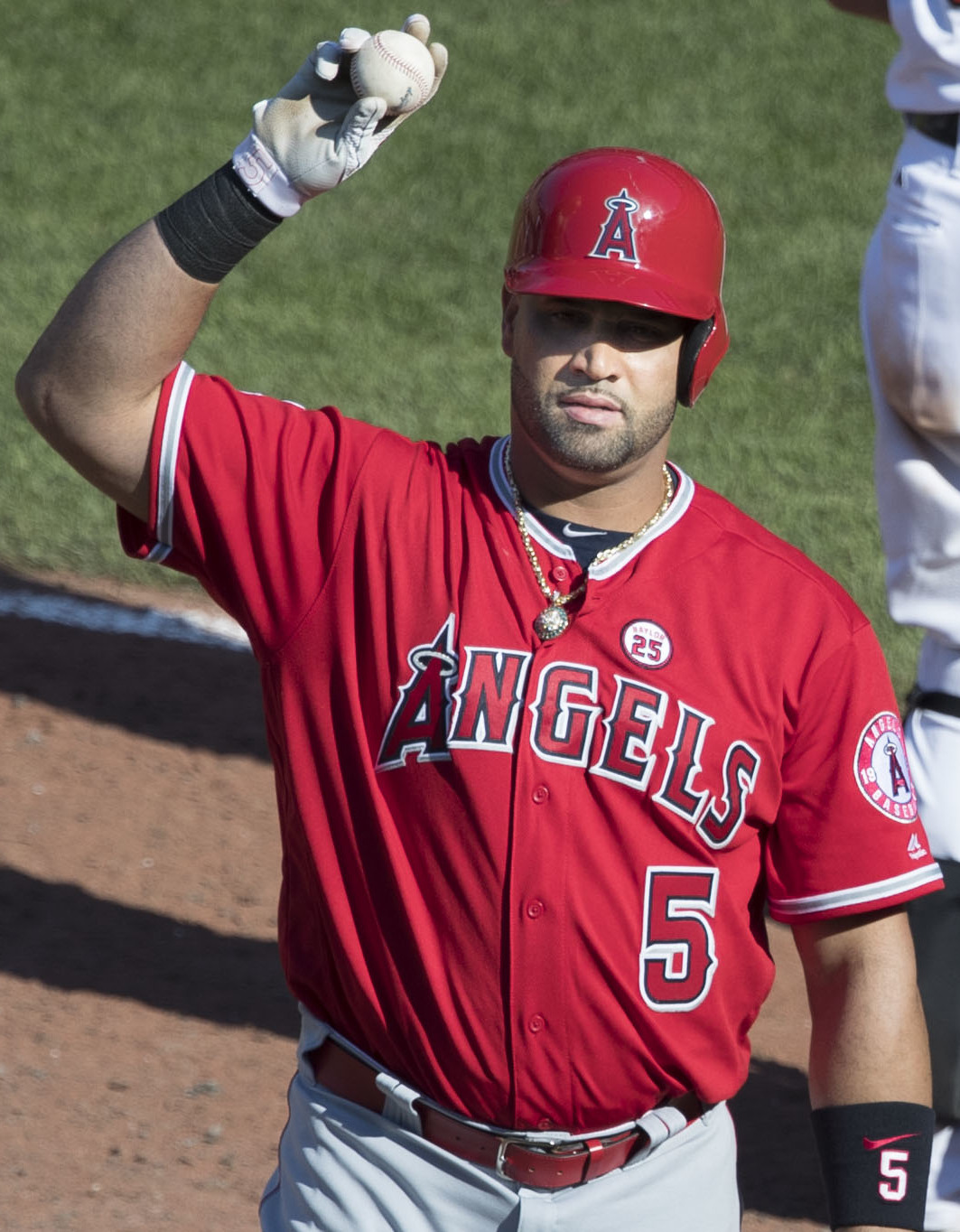
2017年8月20日

2012年は開幕から打撃不振で、4月は本塁打0に終わる。5月6日にようやく移籍第1号を放ったが、5月14日まで打率2割に届かない状態が続いた。特に四球率の低下が顕著で、「本当は35、6歳なのではないか」という年齢詐称疑惑が再燃。もはやMLB最強の打者ではなくなったという厳しい声も上がり始めた。その後は復調し、最終的に12年連続となる30本塁打に到達し、2年ぶり11度目の100打点もクリアした。しかし、OPSは12年目で初めて9割を切り、本塁打数も30本塁打にとどまった。オフに右膝の手術を受けた。
2013年は左足に不安を抱えたまま開幕を迎え、前年同様の打撃不振に苦しむ。怪我をかばって出場を続けていたが、7月28日に左足裏筋膜部分断裂でDL入りした。8月下旬にシーズン中の復帰を断念したことでデビュー以来続いていたシーズン30本塁打は12年で途切れた。
2014年4月22日、初回に通算499号となる3点本塁打を放つと、5回に2点本塁打を放ちアメリカ野球殿堂入りの目安とされる通算500本塁打に到達した。AP通信によると、「（達成が）今年だというのは分かっていた。だから、いつものようにチームの勝利に貢献できるように毎日準備している」とコメントした。本塁付近で同僚に出迎えられて祝福を受けたことについては「結構感動した」と振り返り、同僚たちには「試合に勝たないといけない」とだけ言ったという。試合は7-2で勝利した。9月6日にはMLB史上16人目の「2500本安打、500本塁打、1500得点」を達成。同月20日、史上8人目となる通算12回目のシーズン100打点を達成。この年は戦線離脱せず159試合に出場し、28本塁打、105打点を記録。また8月20日に日米野球2014のMLB選抜に選出されたが、10月20日に家庭の事情で辞退した。
2015年7月20日のボストン・レッドソックスとのダブルヘッダーで計3本塁打を放ち、通算本塁打を549として、マイク・シュミットを抜き去りMLB歴代15位に躍り出た。シーズン終盤には打率や本塁打が伸び悩んだが、最終戦で40号本塁打を放ち、実に5年ぶりに40本塁打以上を放ったシーズンとなった。一方で三塁寄りの守備シフトを敷かれたこともあり、打率は自己最低の数値に終わった。オフに右足爪先に入っているプレートを直す手術を受けた。
2016年は152試合に出場し、打率.268、31本塁打、119打点を記録して2年連続で30本塁打をクリアした。また通算600二塁打を達成し、バリー・ボンズを抜いて歴代15位に浮上。オフに右足裏の手術を受けた。
2017年は149試合に出場、打率.241、23本塁打、101打点を記録し、キャリア14度目のシーズン100打点はアレックス・ロドリゲスと並び歴代1位タイとなった。通算では、614本塁打（ジム・トーミを抜き歴代7位）、1918打点（エディ・マレーを抜き歴代10位）、619二塁打（ポール・モリターを抜き歴代12位）、5461塁打（エディ・マレーを抜き歴代10位）などを記録。通算1918打点はマニー・ラミレスの1831打点を抜き、MLB歴代ドミニカ共和国出身選手最多打点となった。また通算614本塁打は、サミー・ソーサの609号を抜き、アメリカ合衆国外出身選手最多本塁打記録を更新した。なおカル・リプケン・ジュニアを抜き歴代1位となる362併殺打という記録も更新した。
2018年5月4日にMLB18年目、2606試合目にして史上32人目の3000本安打を達成。6月10日には通算1952打点（スタン・ミュージアルを抜き歴代7位）、7月25日には通算631本塁打（ケン・グリフィー・ジュニアを抜き歴代6位）などを記録したが、 7月13日の翌日、左膝の炎症により10日間の故障者リスト入りした。後半戦には8月10日にエンゼルスでの1000安打目を放ち、両リーグで1000安打を達成したMLB史上9人目の選手になった。しかし、8月29日に左膝の内視鏡手術を受け、残りのシーズンを欠場した。最終成績は打率.245、19本塁打、64打点であった。守備面では大谷翔平が移籍してきたことで守備に就く機会が増え、一塁手として70試合に出場した（指名打者として47試合）。
2019年5月9日のデトロイト・タイガース戦で史上4人目となる通算2000打点に到達。2000打点&3000本安打&600本塁打は史上3人目となった。6月21日からのカージナルス戦で、2011年にエンゼルスへ移籍して以来、初めてブッシュ・スタジアムでプレー。22日には本塁打を放ち、客席ではスタンディングオベーションが起こった。7月28日のボルチモア・オリオールズ戦で通算650号本塁打を打ち、本塁打と二塁打で650本を達成した史上初の選手になった。8月14日のピッツバーグ・パイレーツ戦で外国人選手歴代単独1位となる通算3167安打に到達。シーズンを通して一度も故障者リスト入りすることなく131試合に出場し、打率.244、23本塁打、91打点だった。
2020年はCOVID-19の影響で60試合の短縮シーズンとなる中で現役最年長選手としてプレーした。8月24日のサンフランシスコ・ジャイアンツ戦で通算2087打点に到達し、アレックス・ロドリゲスを抜きMLB歴代2位に上がった。9月18日のテキサス・レンジャーズ戦で通算661号本塁打を放ち、ウィリー・メイズを超えて歴代5位となった。出場39試合で、打率.224、6本塁打だった。
2021年4月1日のホワイトソックスとの開幕戦に先発出場し、史上4人目となる21年連続開幕戦先発出場を果たした。しかし開幕から不振が続いたところに、後に同年のオールスターゲームにも出場するジャレッド・ウォルシュ一塁手の台頭が重なり、エンゼルスはプホルスを40人枠から外すこと（いわゆるDFA）を決断。5月6日にDFA、13日にFAとなり、10年契約の契約最終年だったがその途中でチームを去ることとなった。

### ドジャース時代
2021年5月17日にロサンゼルス・ドジャースと契約した。プロ入り以降着用していた背番号「5」はコーリー・シーガーが着用しているため、新たな背番号「55」を着用する。同日のアリゾナ・ダイヤモンドバックス戦に「4番・一塁手」で先発して移籍後初出場し、マディソン・バムガーナーから決勝点となる適時打を打った。11月3日にFAとなった。

### カージナルス復帰
2022年3月28日にカージナルスと250万ドルの1年契約を結び、11年ぶりの古巣復帰となった。また、同年限りでの現役引退を表明した。5月15日のジャイアンツ戦では13点リードの9回に投手として初登板。1イニングを投げて2被本塁打、4失点の内容だった。またこの年はコミッショナー特別枠として7年ぶりとなるオールスターゲームに選出された。また、8月から調子を上げて本塁打を量産し、9月23日のドジャース戦で2打席連続本塁打を放って史上4人目となる通算700本塁打を達成。前年所属した古巣ということもあり、敵地ながら大歓声を受けた。

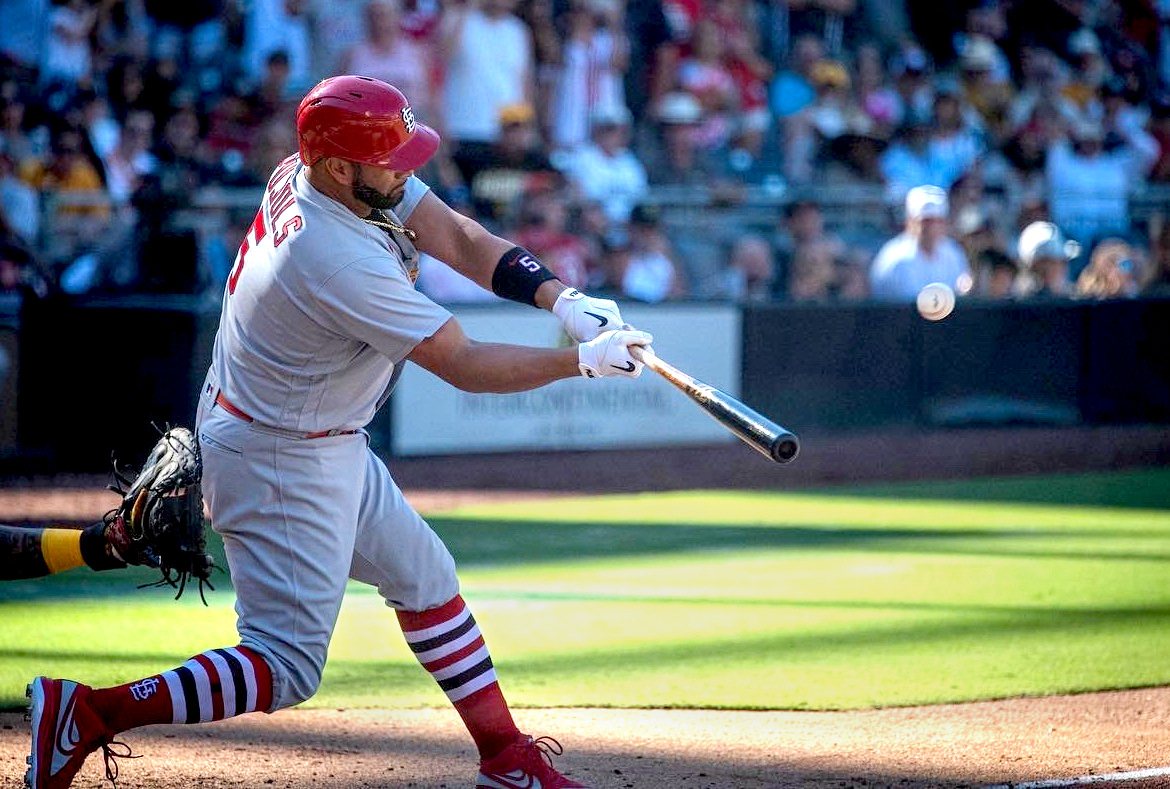
2022年9月22日

8月以降に調子を上げたこともあり、規定打席未到達ながら打率.270、24本塁打、68打点、OPS.895と42歳の現役ラストシーズンとは思えない成績を残した。特に率系の記録では打率2割7分台は2014年以来8年ぶり、OPS8割台は2012年以来10年ぶりと往年の輝きを取り戻しての引退となった。通算成績では、3080試合に出場（MLB歴代5位）し、3384安打（同9位）、703本塁打（4位）、2218打点（2位）、6211塁打（2位）、打率.2963（10000打数以上の選手中歴代13位）、OPS.918（同8位）など輝かしい成績を残した。本塁打を放った相手投手の人数（458人）、勝ち越し本塁打数（263本）、15本塁打以上を放ったシーズン数（21シーズン）、426併殺打はいずれもMLB歴代1位の記録となっている。11月22日、カムバック賞を受賞した。

### 引退後
2022年11月14日、エンゼルスにてチームのアンバサダー兼指導者の役割を担うと報じられた。これは2011年オフのエンゼルスとの契約の際に、引退後10年間はエンゼルスの「球団の顔」としての活動をするという契約も含まれていたこと（先述）に伴うもので、アリゾナ州春季キャンプでメジャーとマイナーの選手指導を行うことも含まれているという。
2023年6月13日にベースボール・ユナイテッドのグローバル・アンバサダーに就任した。6月24日と25日にカージナルスとカブスのライバル対決でロンドンにて開催された公式戦の「ロンドンシリーズ」にカージナルスのOBとして参列し、デクスター・ファウラーと共に始球式を務めた。
2026年のWBCでドミニカ共和国の代表監督に就任する方向だと複数の米メディアが報じた。

## 選手としての特徴

### 打撃

プホルスの構え

足を大きく広げたスタンスで60パーセントの体重を軸足に残し、バットを上下に動かす独特のフォームが特徴であるが、そのスイングは「理想の体現」とも表現され、2006年5月22日付のスポーツ・イラストレイテッド誌では "A swing of beauty" と紹介された。
スイングのスピードは速いが、そのスピードのせいで引っ張る打撃中心となることを嫌っているため、右投手に対して32 1/2オンス（約921.4グラム）のバットを使うのに対し、見極め時間が長くなる左投手に対しては33オンス（約935.5グラム）と重めのバットを選んで故意にスイングスピードを下げている。そのため、反対方向への強い打球も目立つが基本的にプルヒッターであるため、移籍した2012年以降は広い本拠地球場のせいか逆方向への本塁打はまだ打てておらず、併殺打もMLB歴代最多を記録している。また、球界でシフトによる対策が広まり、膝の故障で走力を下げたエンゼルス移籍以降は守備陣を三塁側に固めるシフトを敷かれるケースが多くなっている。現在は主にマルッチ社のロックメイプルバットを使用している。
選球眼が良いことやバットコントロールに優れることから、四球数が多い一方で三振数は少ない。2006年から4年連続で BB/SO（四球数/三振数）の値が両リーグ1位である。また、2006年は49本塁打に対し三振数が50であったが、40本塁打以上で三振数が本塁打数を下回った打者は、当時の直近50年間でも2004年のバリー・ボンズのみで、プホルスはこれにあと一歩まで迫った。
新時代の三冠王とも言われる打率、出塁率、長打率において、全盛期は毎年安定して上位に食い込み、「最高打者の1人」と言われていた。2010年シーズン終了時点では、通算の打率.331、出塁率.426、長打率.624はすべて現役打者の中で1位であった。

### 守備・走塁

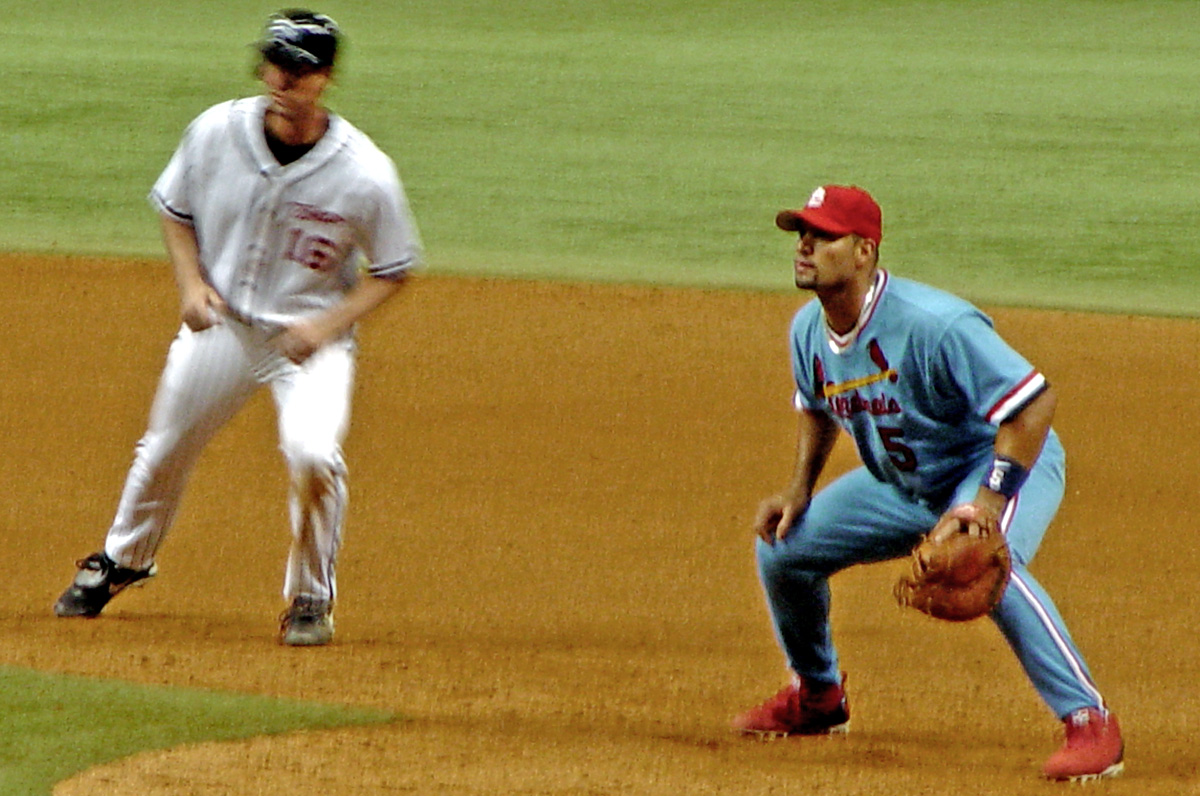
一塁守備につくプホルス（2007年）

メジャー昇格当初は左翼手や三塁手・遊撃手・右翼手としても出場していたが、ティノ・マルティネスの移籍に伴い、2004年から一塁手に固定された。スローイングの改善や投手との連携プレイ習得に励んだ結果、守備力もリーグトップクラスと評価されるようになり、2006年・2010年にはゴールドグラブ賞を獲得。2009年には一塁手として185補殺を記録し、ビル・バックナーが持っていたシーズン補殺記録を更新した。またMLBの専門家が集い、ポジション別で最高のディフェンシブ・プレイヤーを決めるフィールディング・バイブル・アワードでは、この賞が創設されて以来2006年～2009年の4年連続で一塁手部門を受賞し、2011年にも受賞している。
第一歩の速さや機敏さ、フットワーク、悪送球の捕り方、守備範囲の広さで高い評価を受けている。一塁手ではあるが肩でも評価は高く、巧みなフットワーク後の送球の正確さ、リリースの素早さがメジャーでも有数とされる。2007年の守備防御点27は、守備防御点が記録されるようになった2003年以降、2位（19点）を大きく引き離して一塁手としてのシーズン記録である。2006年、2008年の守備防御点もそれぞれ歴代6位、7位につけている。2011年は、基本的には一塁手であったが、新加入のバークマンが一塁に入る場合は三塁で先発出場することもあった。しかし、故障が増えた2012年以降は指名打者での出場が増加し、守備に就く機会が減少している。
走塁面では、2005年に盗塁を18回試み失敗を2回に抑えるという格段の進歩を見せている。しかしその後3年間では16盗塁に対し失敗も11回と、バッテリーの警戒が強くなると成功率が悪化する面が露呈した。ただし2009年は20回中16回を成功させている。また塁間での走り、特に膨らみなく走る点で高い評価を受け、リードの取り方もうまい。
2015年からのスタットキャストによる走塁時の最高速度（Sprint Speed）では、すべての年でワースト10に入り、MLBワーストも珍しくない。
また走塁の貢献度を顕すBsRにおいては平均以上の指標を残しているシーズンも多く、特に2003年は5.6、2005年は4.9の高水準を記録している。
圧倒的な打撃に目が行きがちだが、全盛期は守備と走塁を含めても穴のない選手であったといえる。

### 評価
打撃面において長年に渡り大きな活躍をしており、将来の野球殿堂入りが確実視されている数少ない選手の一人である。2013年1月5日にはCBSスポーツ電子版が「現役選手で殿堂入りが確実な5人」を特集し、デレク・ジーター、マリアノ・リベラ、イチロー、ジム・トーミの4人とともにプホルスの名前が挙げられた。
2009年シーズン終了後、2000年代を代表する選手として各種メディアから表彰を受けている。The Sporting Newsから"MLB Athlete of the Decade"に、ESPNとスポーツ・イラストレイテッドから"Player of the Decade"に選出された。2012年にミゲル・カブレラがMLB史上45年ぶりの三冠王を獲得するまでは三冠王にもっとも近い男と言われていた。

## 人物

### 慈善活動
敬虔なキリスト教徒として知られ、本人は「社会的規範」になることを目指している。チャリティ活動に熱心で、特にダウン症児とその家族の支援に力を注いでいる。というのも、2000年1月1日に結婚したデイドル夫人の連れ子である娘のイザベラがダウン症児であるためである。
2005年、プホルス一家はダウン症児とその家族の生活を支援するための基金を設立した。それらの支援活動が高く評価され、2008年10月25日、ロベルト・クレメンテ賞がプホルスに贈られることがメジャーリーグベースボール機構より発表された。

### 年齢詐称・薬物疑惑
デビュー当時から年齢詐称疑惑が報じられている。「米国への移住時に問題なく高校へ入れるようにするため実際より4年（またはそれ以上）若くなるよう詐称した」というもの。本人は「何歳かは自分が一番よく知っているよ」と否定している。
また、デビュー当初からのハイレベルな成績や筋骨隆々の体格、さらにドミニカ共和国出身の選手に薬物使用が多いことなどから、プホルスについてもしばしば薬物使用が噂になる。2009年になってアレックス・ロドリゲスやマニー・ラミレスといった強打者の薬物使用が発覚したこともあり、プホルスを疑う者も少なからず存在する。しかし、プホルス本人はステロイド使用の疑いに対して不快感を露にしており、「昨年は6回検査を受けた。それで不十分だと言うならば毎日だって検査を受ける。もし検査で陽性反応が出た場合、これまで稼いだ年俸の全てを球団に返上する」とまで発言して、ステロイドに対して極めて厳格な姿勢をとっている。
結局、現在のところ使用した証拠は何ら存在せず、臆測で疑われているのみである。一般的にはクリーンな選手として評価されているため、将来の野球殿堂入りが確実視されている（先述）。

### 健康面
2011年オフにエンゼルス入りして以来、下半身の負傷に悩まされ続けている。2012年シーズンに右膝の手術を受けたのを皮切りに、翌13年はシーズン途中で左足の足底腱膜炎の手術を受け後半戦を棒に振った。さらに15年オフに右足の手術、翌16年オフにも右足の足底腱膜の手術を受けており、毎年のように手術を受けざるを得なかった。また手術を受けることでオフの調整も順調に進まず万全の体調でシーズンに臨めないこともあり、近年は守備機会が減り指名打者での出場が多くなっている。
2019年から肉を断ってシーフード中心の食生活に変更し、体の状態を改善している。「1週間やってみたらすごくいい感じで、エネルギーも出てきて、よく眠れるようになった」「去年、いい結果が出たんだ。（体の）炎症もなく、どれだけいい感覚を得られたか。ここ2年半で何の手術もなく、完璧な健康体でいられた」と感想を述べている。

### プホルスをテーマとする歌
ラッパーのワーレイがリック・ロスとファボラスをフィーチャーした、プホルスをテーマとする楽曲がある。タイトルは、そのまま“Albert Pujols”。

## 詳細情報

### 年度別打撃成績
| 年 度     | 球 団     | 試 合 | 打 席 | 打 数 | 得 点 | 安 打 | 二 塁 打 | 三 塁 打 | 本 塁 打 | 塁 打 | 打 点 | 盗 塁 | 盗 塁 死 | 犠 打 | 犠 飛 | 四 球 | 敬 遠 | 死 球 | 三 振 | 併 殺 打 | 打 率 | 出 塁 率 | 長 打 率 | O P S |
| --------- | --------- | ----- | ----- | ----- | ----- | ----- | -------- | -------- | -------- | ----- | ----- | ----- | -------- | ----- | ----- | ----- | ----- | ----- | ----- | -------- | ----- | -------- | -------- | ----- |
| 2001      | STL       | 161   | 676   | 590   | 112   | 194   | 47       | 4        | 37       | 360   | 130   | 1     | 3        | 1     | 7     | 69    | 6     | 9     | 93    | 21       | .329  | .403     | .610     | 1.013 |
| 2002      | STL       | 157   | 675   | 590   | 118   | 185   | 40       | 2        | 34       | 331   | 127   | 2     | 4        | 0     | 4     | 72    | 13    | 9     | 69    | 20       | .314  | .394     | .561     | .955  |
| 2003      | STL       | 157   | 685   | 591   | 137   | 212   | 51       | 1        | 43       | 394   | 124   | 5     | 1        | 0     | 5     | 79    | 12    | 10    | 65    | 13       | .359  | .439     | .667     | 1.106 |
| 2004      | STL       | 154   | 692   | 592   | 133   | 196   | 51       | 2        | 46       | 389   | 123   | 5     | 5        | 0     | 9     | 84    | 12    | 7     | 52    | 21       | .331  | .415     | .657     | 1.072 |
| 2005      | STL       | 161   | 700   | 591   | 129   | 195   | 38       | 2        | 41       | 360   | 117   | 16    | 2        | 0     | 3     | 97    | 27    | 9     | 65    | 19       | .330  | .430     | .609     | 1.039 |
| 2006      | STL       | 143   | 634   | 535   | 119   | 177   | 33       | 1        | 49       | 359   | 137   | 7     | 2        | 0     | 3     | 92    | 28    | 4     | 50    | 20       | .331  | .431     | .671     | 1.102 |
| 2007      | STL       | 158   | 679   | 565   | 99    | 185   | 38       | 1        | 32       | 321   | 103   | 2     | 6        | 0     | 8     | 99    | 22    | 7     | 58    | 27       | .327  | .429     | .568     | .997  |
| 2008      | STL       | 148   | 641   | 524   | 100   | 187   | 44       | 0        | 37       | 342   | 116   | 7     | 3        | 0     | 8     | 104   | 34    | 5     | 54    | 16       | .357  | .462     | .653     | 1.114 |
| 2009      | STL       | 160   | 700   | 568   | 124   | 186   | 45       | 1        | 47       | 374   | 135   | 16    | 4        | 0     | 8     | 115   | 44    | 9     | 64    | 23       | .327  | .443     | .658     | 1.101 |
| 2010      | STL       | 159   | 700   | 587   | 115   | 183   | 39       | 1        | 42       | 350   | 118   | 14    | 4        | 0     | 6     | 103   | 38    | 4     | 76    | 23       | .312  | .414     | .596     | 1.011 |
| 2011      | STL       | 147   | 651   | 579   | 105   | 173   | 29       | 0        | 37       | 313   | 99    | 9     | 1        | 0     | 7     | 61    | 15    | 4     | 58    | 29       | .299  | .366     | .541     | .906  |
| 2012      | LAA       | 154   | 670   | 607   | 85    | 173   | 50       | 0        | 30       | 313   | 105   | 8     | 1        | 0     | 6     | 52    | 16    | 5     | 76    | 19       | .285  | .343     | .516     | .859  |
| 2013      | LAA       | 99    | 443   | 391   | 49    | 101   | 19       | 0        | 17       | 171   | 64    | 1     | 1        | 0     | 7     | 40    | 8     | 5     | 55    | 18       | .258  | .330     | .437     | .767  |
| 2014      | LAA       | 159   | 695   | 633   | 89    | 172   | 37       | 1        | 28       | 295   | 105   | 5     | 1        | 0     | 9     | 48    | 11    | 5     | 71    | 28       | .272  | .324     | .466     | .790  |
| 2015      | LAA       | 157   | 661   | 602   | 85    | 147   | 22       | 0        | 40       | 289   | 95    | 5     | 3        | 0     | 3     | 50    | 10    | 6     | 72    | 15       | .244  | .307     | .480     | .787  |
| 2016      | LAA       | 152   | 650   | 593   | 71    | 159   | 19       | 0        | 31       | 271   | 119   | 4     | 0        | 0     | 6     | 49    | 6     | 2     | 75    | 24       | .268  | .323     | .457     | .780  |
| 2017      | LAA       | 149   | 636   | 593   | 53    | 143   | 17       | 0        | 23       | 229   | 101   | 3     | 0        | 0     | 4     | 37    | 5     | 2     | 93    | 26       | .241  | .286     | .386     | .672  |
| 2018      | LAA       | 117   | 498   | 465   | 50    | 114   | 20       | 0        | 19       | 191   | 64    | 1     | 0        | 0     | 3     | 28    | 3     | 2     | 65    | 12       | .245  | .289     | .411     | .700  |
| 2019      | LAA       | 131   | 545   | 491   | 55    | 120   | 22       | 0        | 23       | 211   | 93    | 3     | 0        | 0     | 8     | 43    | 1     | 3     | 68    | 21       | .244  | .305     | .430     | .734  |
| 2020      | LAA       | 39    | 163   | 152   | 15    | 34    | 8        | 0        | 6        | 60    | 25    | 0     | 0        | 0     | 1     | 9     | 1     | 1     | 25    | 4        | .224  | .270     | .395     | .665  |
| 2021      | LAA       | 24    | 92    | 86    | 9     | 17    | 0        | 0        | 5        | 32    | 12    | 1     | 0        | 0     | 0     | 3     | 1     | 3     | 13    | 4        | .198  | .250     | .372     | .622  |
| 2021      | LAD       | 85    | 204   | 189   | 20    | 48    | 3        | 0        | 12       | 87    | 38    | 1     | 0        | 0     | 2     | 11    | 2     | 2     | 32    | 10       | .254  | .299     | .460     | .759  |
| '21計     | LAD       | 109   | 296   | 275   | 29    | 65    | 3        | 0        | 17       | 119   | 50    | 2     | 0        | 0     | 2     | 14    | 3     | 5     | 45    | 14       | .236  | .284     | .433     | .717  |
| 2022      | STL       | 109   | 351   | 307   | 42    | 83    | 14       | 0        | 24       | 169   | 68    | 1     | 2        | 0     | 6     | 28    | 1     | 10    | 55    | 13       | .270  | .345     | .550     | .895  |
| MLB：22年 | MLB：22年 | 3080  | 13041 | 11421 | 1872  | 3384  | 686      | 16       | 703      | 6211  | 2217  | 117   | 43       | 1     | 123   | 1373  | 316   | 123   | 1404  | 426      | .296  | .374     | .544     | .918  |

- 各年度の太字はリーグ最高、赤太字はMLB歴代最高

### WBCでの打撃成績
| 年 度 | 代 表          | 試 合 | 打 席 | 打 数 | 得 点 | 安 打 | 二 塁 打 | 三 塁 打 | 本 塁 打 | 塁 打 | 打 点 | 盗 塁 | 盗 塁 死 | 犠 飛 | 四 球 | 敬 遠 | 死 球 | 三 振 | 併 殺 打 | 打 率 | 出 塁 率 | 長 打 率 |
| ----- | -------------- | ----- | ----- | ----- | ----- | ----- | -------- | -------- | -------- | ----- | ----- | ----- | -------- | ----- | ----- | ----- | ----- | ----- | -------- | ----- | -------- | -------- |
| 2006  | ドミニカ共和国 | 7     | 29    | 21    | 5     | 6     | 0        | 0        | 1        | 9     | 3     | 0     | 0        | 0     | 7     | 0     | 1     | 1     | 0        | .286  | .483     | .429     |

### 年度別投手成績
| 年 度    | 球 団    | 登 板 | 先 発 | 完 投 | 完 封 | 無 四 球 | 勝 利 | 敗 戦 | セ 丨 ブ | ホ 丨 ル ド | 勝 率 | 打 者 | 投 球 回 | 被 安 打 | 被 本 塁 打 | 与 四 球 | 敬 遠 | 与 死 球 | 奪 三 振 | 暴 投 | ボ 丨 ク | 失 点 | 自 責 点 | 防 御 率 | W H I P |
| -------- | -------- | ----- | ----- | ----- | ----- | -------- | ----- | ----- | -------- | ----------- | ----- | ----- | -------- | -------- | ----------- | -------- | ----- | -------- | -------- | ----- | -------- | ----- | -------- | -------- | ------- |
| 2022     | STL      | 1     | 0     | 0     | 0     | 0        | 0     | 0     | 0        | 0           | ----  | 7     | 1.0      | 3        | 2           | 1        | 0     | 0        | 0        | 0     | 0        | 4     | 4        | 36.00    | 4.00    |
| MLB：1年 | MLB：1年 | 1     | 0     | 0     | 0     | 0        | 0     | 0     | 0        | 0           | ----  | 7     | 1.0      | 3        | 2           | 1        | 0     | 0        | 0        | 0     | 0        | 4     | 4        | 36.00    | 4.00    |

### 年度別守備成績
投手守備
| 年 度 | 球 団 | 投手（P） | 投手（P） | 投手（P） | 投手（P） | 投手（P） | 投手（P） |
| 年 度 | 球 団 | 試 合     | 刺 殺     | 補 殺     | 失 策     | 併 殺     | 守 備 率  |
| ----- | ----- | --------- | --------- | --------- | --------- | --------- | --------- |
| 2022  | STL   | 1         | 0         | 0         | 0         | 0         | ----      |
| MLB   | MLB   | 1         | 0         | 0         | 0         | 0         | ----      |

内野守備
| 年 度 | 球 団 | 一塁（1B） | 一塁（1B） | 一塁（1B） | 一塁（1B） | 一塁（1B） | 一塁（1B） | 二塁（2B） | 二塁（2B） | 二塁（2B） | 二塁（2B） | 二塁（2B） | 二塁（2B） | 三塁（3B） | 三塁（3B） | 三塁（3B） | 三塁（3B） | 三塁（3B） | 三塁（3B） | 遊撃（SS） | 遊撃（SS） | 遊撃（SS） | 遊撃（SS） | 遊撃（SS） | 遊撃（SS） |
| 年 度 | 球 団 | 試 合      | 刺 殺      | 補 殺      | 失 策      | 併 殺      | 守 備 率   | 試 合      | 刺 殺      | 補 殺      | 失 策      | 併 殺      | 守 備 率   | 試 合      | 刺 殺      | 補 殺      | 失 策      | 併 殺      | 守 備 率   | 試 合      | 刺 殺      | 補 殺      | 失 策      | 併 殺      | 守 備 率   |
| ----- | ----- | ---------- | ---------- | ---------- | ---------- | ---------- | ---------- | ---------- | ---------- | ---------- | ---------- | ---------- | ---------- | ---------- | ---------- | ---------- | ---------- | ---------- | ---------- | ---------- | ---------- | ---------- | ---------- | ---------- | ---------- |
| 2001  | STL   | 42         | 283        | 19         | 5          | 27         | .984       | -          | -          | -          | -          | -          | -          | 55         | 40         | 111        | 10         | 17         | .938       | -          | -          | -          | -          | -          | -          |
| 2002  | STL   | 21         | 140        | 13         | 1          | 24         | .994       | -          | -          | -          | -          | -          | -          | 41         | 25         | 66         | 6          | 6          | .938       | 1          | 0          | 0          | 0          | 0          | ----       |
| 2003  | STL   | 62         | 340        | 33         | 1          | 34         | .997       | -          | -          | -          | -          | -          | -          | -          | -          | -          | -          | -          | -          | -          | -          | -          | -          | -          | -          |
| 2004  | STL   | 150        | 1458       | 114        | 10         | 136        | .994       | -          | -          | -          | -          | -          | -          | -          | -          | -          | -          | -          | -          | -          | -          | -          | -          | -          | -          |
| 2005  | STL   | 157        | 1597       | 97         | 14         | 175        | .992       | -          | -          | -          | -          | -          | -          | -          | -          | -          | -          | -          | -          | -          | -          | -          | -          | -          | -          |
| 2006  | STL   | 143        | 1348       | 110        | 6          | 145        | .996       | -          | -          | -          | -          | -          | -          | -          | -          | -          | -          | -          | -          | -          | -          | -          | -          | -          | -          |
| 2007  | STL   | 154        | 1325       | 124        | 8          | 132        | .995       | -          | -          | -          | -          | -          | -          | -          | -          | -          | -          | -          | -          | -          | -          | -          | -          | -          | -          |
| 2008  | STL   | 144        | 1297       | 135        | 6          | 119        | .996       | 1          | 1          | 0          | 0          | 0          | 1.000      | -          | -          | -          | -          | -          | -          | -          | -          | -          | -          | -          | -          |
| 2009  | STL   | 159        | 1473       | 185        | 13         | 150        | .992       | -          | -          | -          | -          | -          | -          | -          | -          | -          | -          | -          | -          | -          | -          | -          | -          | -          | -          |
| 2010  | STL   | 157        | 1458       | 157        | 4          | 146        | .998       | -          | -          | -          | -          | -          | -          | -          | -          | -          | -          | -          | -          | -          | -          | -          | -          | -          | -          |
| 2011  | STL   | 146        | 1254       | 165        | 11         | 134        | .992       | -          | -          | -          | -          | -          | -          | 7          | 2          | 12         | 3          | 2          | .824       | -          | -          | -          | -          | -          | -          |
| 2012  | LAA   | 120        | 1013       | 97         | 7          | 95         | .994       | -          | -          | -          | -          | -          | -          | 3          | 1          | 3          | 0          | 2          | 1.000      | -          | -          | -          | -          | -          | -          |
| 2013  | LAA   | 34         | 265        | 29         | 3          | 24         | .990       | -          | -          | -          | -          | -          | -          | -          | -          | -          | -          | -          | -          | -          | -          | -          | -          | -          | -          |
| 2014  | LAA   | 116        | 879        | 80         | 3          | 78         | .997       | -          | -          | -          | -          | -          | -          | 1          | 0          | 1          | 0          | 0          | 1.000      | -          | -          | -          | -          | -          | -          |
| 2015  | LAA   | 95         | 718        | 55         | 5          | 57         | .994       | -          | -          | -          | -          | -          | -          | 1          | 0          | 0          | 0          | 0          | ----       | -          | -          | -          | -          | -          | -          |
| 2016  | LAA   | 28         | 200        | 16         | 2          | 20         | .991       | -          | -          | -          | -          | -          | -          | -          | -          | -          | -          | -          | -          | -          | -          | -          | -          | -          | -          |
| 2017  | LAA   | 6          | 38         | 3          | 3          | 6          | .932       | -          | -          | -          | -          | -          | -          | -          | -          | -          | -          | -          | -          | -          | -          | -          | -          | -          | -          |
| 2018  | LAA   | 70         | 529        | 53         | 4          | 60         | .993       | -          | -          | -          | -          | -          | -          | -          | -          | -          | -          | -          | -          | -          | -          | -          | -          | -          | -          |
| 2019  | LAA   | 98         | 719        | 77         | 5          | 70         | .994       | -          | -          | -          | -          | -          | -          | 1          | 0          | 0          | 0          | 0          | ----       | -          | -          | -          | -          | -          | -          |
| 2020  | LAA   | 26         | 164        | 20         | 2          | 16         | .989       | -          | -          | -          | -          | -          | -          | -          | -          | -          | -          | -          | -          | -          | -          | -          | -          | -          | -          |
| 2021  | LAA   | 20         | 137        | 8          | 2          | 13         | .986       | -          | -          | -          | -          | -          | -          | 1          | 0          | 0          | 0          | 0          | ----       | -          | -          | -          | -          | -          | -          |
| 2021  | LAD   | 56         | 257        | 30         | 1          | 22         | .997       | -          | -          | -          | -          | -          | -          | -          | -          | -          | -          | -          | -          | -          | -          | -          | -          | -          | -          |
| '21計 | LAD   | 76         | 394        | 38         | 3          | 35         | .993       | -          | -          | -          | -          | -          | -          | 1          | 0          | 0          | 0          | 0          | ----       | -          | -          | -          | -          | -          | -          |
| 2022  | STL   | 22         | 157        | 14         | 0          | 19         | 1.000      | -          | -          | -          | -          | -          | -          | -          | -          | -          | -          | -          | -          | -          | -          | -          | -          | -          | -          |
| MLB   | MLB   | 2026       | 17049      | 1634       | 116        | 1702       | .994       | 1          | 1          | 0          | 0          | 0          | 1.000      | 110        | 68         | 193        | 19         | 27         | .932       | 1          | 0          | 0          | 0          | 0          | ----       |

外野守備
| 年 度 | 球 団 | 左翼（LF） | 左翼（LF） | 左翼（LF） | 左翼（LF） | 左翼（LF） | 左翼（LF） | 右翼（RF） | 右翼（RF） | 右翼（RF） | 右翼（RF） | 右翼（RF） | 右翼（RF） |
| 年 度 | 球 団 | 試 合      | 刺 殺      | 補 殺      | 失 策      | 併 殺      | 守 備 率   | 試 合      | 刺 殺      | 補 殺      | 失 策      | 併 殺      | 守 備 率   |
| ----- | ----- | ---------- | ---------- | ---------- | ---------- | ---------- | ---------- | ---------- | ---------- | ---------- | ---------- | ---------- | ---------- |
| 2001  | STL   | 39         | 72         | 3          | 1          | 0          | .987       | 39         | 56         | 3          | 4          | 0          | .937       |
| 2002  | STL   | 117        | 173        | 4          | 4          | 0          | .978       | 1          | 0          | 0          | 0          | 0          | ----       |
| 2003  | STL   | 113        | 198        | 7          | 3          | 0          | .986       | -          | -          | -          | -          | -          | -          |
| MLB   | MLB   | 269        | 443        | 14         | 8          | 0          | .983       | 40         | 56         | 3          | 4          | 0          | .937       |

- 各年度の太字はリーグ最高、赤太字はMLB歴代最高
- 各年度の太字年はゴールドグラブ賞受賞

### タイトル
- 首位打者：1回（2003年）
- 本塁打王：2回（2009年、2010年）
- 打点王：1回（2010年）

### 表彰
- 新人王（2001年）
- シルバースラッガー賞：6回
  - 三塁手部門：1回（2001年）
  - 外野手部門：1回（2003年）
  - 一塁手部門：4回（2004年、2008年 - 2010年）※ポジション別最多タイ記録
- ゴールドグラブ賞（一塁手部門）：2回（2006年、2010年）
- ハンク・アーロン賞：2回（2003年、2009年）
- ロベルト・クレメンテ賞：1回（2008年）
- ルー・ゲーリッグ賞：1回（2009年）
- ハート&ハッスル賞：1回（2009年）
- フィールディング・バイブル・アワード（一塁手部門）：5回（2006年 - 2009年、2011年）
- ナ・リーグMVP：3回（2005年、2008年、2009年）
- ナ・リーグ月間新人MVP：2回（2001年4月・5月）
- ナ・リーグ月間MVP：6回（2003年5月・6月、2006年4月、2009年4月・6月、2010年8月）
- ナ・リーグチャンピオンシップシリーズMVP：1回（2004年）
- プレイヤーズ・チョイス・アワーズ
  - 年間最優秀選手：3回（2003年、2008年、2009年）
  - マービン・ミラー・マン・オブ・ザ・イヤー：1回（2006年）
  - 優秀選手：3回（2003年、2008年、2009年）
  - 優秀新人（2001年）
- カムバック賞：1回（2022年）

### 記録
- MLBオールスターゲーム選出：12回（2001年、2003年 - 2011年、2015年、2022年）
- 3000安打&700本塁打&2000打点 ※史上2人目
- 650本塁打&650二塁打 ※史上初
- 700本塁打：2022年9月23日、対ロサンゼルス・ドジャース4回戦（ドジャー・スタジアム）、4回表にフィル・ビックフォードから左中間越3ラン ※史上4人目
- 通算併殺打：426（歴代1位）
- 通算安打：3384（歴代9位）
- 通算二塁打：686（歴代5位）
- 通算本塁打：703（歴代4位）
- 通算打点：2217（歴代2位）
- 通算得点：1872（歴代13位）
- 通算塁打：6211（歴代2位）
- 通算犠飛：123（歴代3位）
- 通算敬遠数：316（歴代2位）
- 通算試合出場：3080（歴代5位）

### 背番号
- 5（2001年 - 2021年途中、2022年）
- 55（2021年途中 - 同年終了）

### 代表歴
- 2006 ワールド・ベースボール・クラシック・ドミニカ共和国代表